# Шостка (футбольний клуб)
Футбольний клуб Шостка — радянський та український футбольний клуб з однойменного міста Сумської області, заснований у 1936 році. Протягом своєї історії клуб виступав під назвами «Азот», «Хімік», «Авангард», «Екран» та «Шостка». П'ятикратний переможець Чемпіонату Сумської області та переможець Першої ліги Чемпіонату Сумської області, чотирикратний володар Кубку Сумської області.

## Хронологія назв
- 1936—1939: «Азот» (Шостка)
- 1954—1959: «Хімік» (Шостка)
- 1959—1961: «Авангард» (Шостка)
- 1962—1970: «Екран» (Шостка)
- з 1994: ФК «Шостка»

## Історія
Футбольну команду «Азот» заснували в 30-их роках XX століття в місті Шостка. Першу задокументовано згадку футбольного клубу «Азот» (Шостка) датовано 1936 року, згідно з архівами Чемпіонату СРСР з футболу 1936. Тоді Чемпіонат Української РСР проводився у 4-х групах і за підсумками турніру до четвертої групи було включено ФК Конотоп (Конотоп) та ФК «Азот» (Шостка) на наступний сезон. У 1938 році клуб дебютував у кубку СРСР, поступившись в першому колі Динамо-2 (Київ). Після цього виступав у чемпіонаті та кубку Сумської області.
1955 рік для шосткинської команди, тепер вже під назвою «Хімік», став найкращим досягненням за всю історію, оформивши Золотий дубль, вигравши Чемпіонат Сумської обслаті та Кубок Сумської області. З історії сезону 1955 р. чемпіоном стала шосткинська команда «Хімік», набравши 29 очок, вигравши 12 матчів, єдиної поразки «Хімік» зазнав у Конотопі від «Зірки» (0:1), тоді було зафіксовано 4000 глядачів на стадіоні. В тому ж 1955 році за Кубок Сумської області змагалися 14 команд. У фіналі, який відбувся 8 червня 1955 року, шосткинська команда здобула перемогу, «Хімік» (Шостка) — «Шахтар» (Конотоп) — 2:0. М’ячі забили Василь Бурега і Олександр Єрошин. Також було зафіксовано рекордний рахунок матчу 1/2 фіналу кубка «Хімік» — «Харчовик» (Ямпіль) — 13:1. 4 м’ячі забив Олексій Чабак, по 3 — Хашаба Шлеймон, Анатолій Карпенко і Петро Харченко. Рахунок «розмочив» Віктор Меркулов.
Перехідні матчі за право у 1956 році грати в першості УРСР серед колективів фізкультури УРСР «Торпедо» (Суми) — «Хімік» (Шостка) — 3:1 і 3:2. Тоді сум'яни відстояли своє право на продовження виступу.
У 1960 році під назвою «Авангард» (Шостка) стартував у розіграші кубку Української РСР, у фіналі якого поступився чугуївському «Старту» (0:0, 1:3). У 1962 році вже під назвою «Екран» (Шостка) знову взяв участь у кубку Української РСР. Цього разу також дійшов до фіналу, де поступився дніпропетровському «Авангарду» (0:2). Також у 1962 році команда стала володарем Кубку Сумської області та здобула перемогу у фіналі здолавши Спартак (Глухів) з рахунком 6:1. Після цього команда ще якийсь час грала в чемпіонаті та кубку області, допоки не була розформована.
У 90-их роках XX століття клуб відродили під назвою ФК «Шостка». 1995 рік клуб зіграв перший сезон чемпіонату області вже за незалежності України, у підсумку дебютний сезон для клубу виявився дуже успішним, в якому команда могла оформити другий золотий дубль в історії, вигравши Чемпіонат Сумської області та Кубок але в фіналі кубку, поступилися команді Електрон (Ромни) з рахунком 2:0.
На початку 2024 року приймається рішення в перше на базі клубу ФК «Шостка» створити футбольну академію для дітей, яка дасть можливість брати участь у змаганнях юнацького та дорослих рівнів. На весні 21 Травня 2024 року, під керівництвом нового тренера Владислава Олександровича Петренка, молодіжна команда зіграла свій перший контрольний матч в Конотопі на стадіоні «Локомотив» з юнацькою командою ДЮСШ «Конотоп», в результаті якого команди розписали нічию з рахунком матчу 1:1.

## Досягнення
- Кубок СРСР
  - 1/256 фіналу (1): 1938

- Кубок УРСР
  -  Фіналіст (2): 1960, 1962

- Чемпіонат Сумської області
  -  Чемпіон (5): 1955, 1959, 1961, 1965, 1995
  -  Срібний призер (1): 1997/1998
  -  Бронзовий призер (0):
- Кубок Сумської області:
 Володар (4): 1955, 1960, 1962, 1968,
 Фіналіст: 1995

- Перша ліга чемпіонату Сумської області
  -  Чемпіон (1): 2011

## Відомі гравці
- Щастливий Сергій Миколайович
- Спєвак Андрій Олександрович
- Сердюк В'ячеслав Олександрович
- Кравченко Віктор Миколайович

## Визначні тренери
- Хімченко Сергій Володимирович